# Formel von Riemann-Hurwitz
In der Mathematik macht die klassische Formel von Riemann-Hurwitz (auch als Satz von Hurwitz bezeichnet) eine Aussage über die holomorphen Abbildungen zwischen kompakten riemannschen Flächen und setzt Verzweigungsordnung und Blätterzahl in Zusammenhang mit dem topologischen Geschlecht (Anzahl der „Löcher“) der beiden Flächen.
Benannt ist die Formel nach Bernhard Riemann und Adolf Hurwitz.

## Aussage
Seien {\displaystyle X} und {\displaystyle Y} kompakte riemannsche Flächen vom topologischen Geschlecht {\displaystyle g} bzw. {\displaystyle g^{\prime }} und {\displaystyle f:X\rightarrow Y} eine {\displaystyle n}-blättrige verzweigte holomorphe Überlagerung. {\displaystyle b} bezeichne die totale Verzweigungsordnung von {\displaystyle f}. Dann gilt zwischen diesen Größen folgende Beziehung:
{\displaystyle 2g-2=b+n\cdot (2g^{\prime }-2)}.
Die totale Verzweigungsordnung ist definiert als Summe aller Verzweigungsordnungen:
{\displaystyle b:=\sum _{P\in X}\left(e(P)-1\right)}
wobei {\displaystyle e(P)} die Multiplizität der Abbildung {\displaystyle f} im Punkt {\displaystyle P} bezeichnet. Die Kompaktheit von {\displaystyle X} garantiert, dass es nur endlich viele Verzweigungspunkte gibt und damit die Summe endlich ist.

## Anwendungsbeispiel
Die Formel von Riemann-Hurwitz ist vor allem nützlich zur Berechnung des topologischen Geschlechts einer riemannschen Fläche. Sei zum Beispiel {\displaystyle X} die riemannsche Fläche der algebraischen Funktion {\displaystyle {\sqrt[{n}]{1-z^{n}}}}. Dadurch wird eine {\displaystyle n}-blättrige verzweigte Überlagerung auf die riemannsche Zahlenkugel (Geschlecht {\displaystyle 0}) definiert. Es lässt sich weiter feststellen, dass es genau {\displaystyle n} Verzweigungspunkte gibt, alle mit Verzweigungsordnung {\displaystyle n-1}. Eingesetzt in die Formel ergibt sich für das Geschlecht von {\displaystyle X}: {\displaystyle g={\frac {(n-1)(n-2)}{2}}}.

## Verallgemeinerungen

### Algebraische Kurven
Für nicht-singuläre projektive algebraische Kurven über einem algebraisch abgeschlossenen Körper gilt die Formel von Riemann-Hurwitz ebenfalls, und zwar in folgender Formulierung:
{\displaystyle 2g-2=n\cdot (2g'-2)+\mathrm {deg} \,R}
wobei {\displaystyle \textstyle R:=\sum _{P\in X}\mathrm {len} \left(\Omega _{X/Y}\right)_{P}\cdot P} den Verzweigungsdivisor bezeichnet.
Erklärung der Notation:
Das (arithmetische) Geschlecht {\displaystyle g} einer nicht-singulären projektiven Kurve {\displaystyle X} ist definiert als die Dimension der ersten Kohomologiegruppe der Garbe der Zariski-regulären Funktionen: {\displaystyle g:=\dim H^{1}(X,{\mathcal {O}}_{X})}. Für den Fall, dass die Kurven über dem Grundkörper der komplexen Zahlen betrachtet werden, stimmt diese Definition des Geschlechtes mit dem topologischen Geschlecht überein und es handelt sich dann lediglich um eine Umformulierung der klassischen Aussage mit Hilfe der Algebra.
Da ein nicht-konstanter Morphismus {\displaystyle f:X\rightarrow Y} zwischen solchen algebraischen Kurven automatisch surjektiv ist, induziert er einen Monomorphismus {\displaystyle f^{*}:k(Y)\rightarrow k(X)} der zugehörigen Funktionenkörper. Dadurch kann
{\displaystyle k(Y):k(X)} als Körpererweiterung aufgefasst werden. Der Grad {\displaystyle n} der Körpererweiterung ist endlich und stellt das algebraische Pendant zur Blätterzahl dar.
{\displaystyle \Omega _{X/Y}} bezeichnet die Garbe der relativen Differenziale. Wenn die Verzweigungspunkte zahm sind, d. h. falls der Grundkörper Charakteristik {\displaystyle 0} hat oder falls die Charakteristik des Grundkörpers die Multiplizitäten {\displaystyle e(P)} für keinen Punkt {\displaystyle P\in X} teilt, dann gilt {\displaystyle \mathrm {len} \left(\Omega _{X/Y}\right)_{P}=e(P)-1}, somit entspricht dann {\displaystyle \textstyle \mathrm {deg} R=\sum _{P\in X}\left(e(P)-1\right)} der totalen Verzweigungsordnung.

### Zahlentheorie
Die Formel lässt sich in abgewandelter Form auf Erweiterungen algebraisch nicht-abgeschlossener Körper übertragen und findet in der Zahlentheorie Verwendung.